# Moldavië op het Eurovisiesongfestival 2012
Moldavië nam deel aan het Eurovisiesongfestival 2012 in Bakoe, Azerbeidzjan. Het was de achtste deelname van het land op het Eurovisiesongfestival. TRM was verantwoordelijk voor de Moldavische bijdrage voor de editie van 2012.

## Selectieprocedure
Op 28 december 2011 maakte de omroep TRM bekend dat ze zullen deelnemen aan het Eurovisiesongfestival 2012.
Op 3 januari 2012 maakte de omroep de plannen voor de selectie bekend. Artiesten en componisten konden tot 16 januari een lied inzenden. Vervolgens zou een jury 20 nummers kiezen die mochten deelnemen aan de live uitgezonden preselecties. Nummer 21 zou gekozen worden via een internetstemming.
Op 11 februari 2012 werden de artiesten bekendgemaakt die zouden deelnemen aan de nationale finale. Onder hen was ook zangeres Geta Burlacu die Moldavië vertegenwoordigde bij het Eurovisiesongfestival 2008. De finale werd gehouden op 11 maart 2012.
Uiteindelijk won Pasha Parfeny met het nummer Lăutar.
| Startplek | Artiest                    | Lied                     | Jury | Televote | Totaal | Plaats |
| --------- | -------------------------- | ------------------------ | ---- | -------- | ------ | ------ |
| 1         | Ruslan Taranu              | "Blanche"                | 0    | 0        | 0      | 14     |
| 2         | Irina Tarasiuc & MC Gootsa | "Save a little sunshine" | 0    | 8        | 8      | 6      |
| 3         | Pasha Parfeny              | "Lăutar"                 | 12   | 10       | 22     | 1      |
| 4         | Alexandru Manciu           | "If you leave"           | 1    | 4        | 5      | 10     |
| 5         | Paralela 47                | "Arde"                   | 0    | 0        | 0      | 15     |
| 6         | Ksenya Nikora              | "You better rush"        | 0    | 0        | 0      | 16     |
| 7         | Leria                      | "A ray of sun"           | 0    | 0        | 0      | 17     |
| 8         | Cristina Croitoru          | "Fight for love"         | 4    | 12       | 16     | 2      |
| 9         | Mariana Mihăilă            | "Live on forever"        | 0    | 2        | 2      | 12     |
| 10        | MC Mike & Human Place      | "Moll girl"              | 0    | 0        | 0      | 18     |
| 11        | Nicoleta Gavrilita         | "Crazy little thing"     | 6    | 0        | 6      | 8      |
| 12        | Geta Burlacu               | "Never ever stop"        | 7    | 0        | 7      | 7      |
| 13        | Adrian Ursu                | "Be yourself"            | 2    | 7        | 9      | 5      |
| 14        | Doiniţa Gherman            | "Welcome to Moldova"     | 0    | 1        | 1      | 13     |
| 15        | M Studio                   | Open your eyes           | 0    | 0        | 0      | 19     |
| 16        | Anna Gulko                 | "Ballad of love"         | 0    | 0        | 0      | 20     |
| 17        | Transbalcanica             | "Balkan Riders"          | 8    | 6        | 14     | 4      |
| 18        | Dara                       | "Open your eyes"         | 10   | 5        | 15     | 3      |
| 19        | Univox                     | "Moody Numbers"          | 5    | 0        | 5      | 11     |
| 20        | Akord                      | "Live the show"          | 3    | 3        | 6      | 9      |
| 21        | INAYA                      | "Lights"                 | 0    | 0        | 0      | 21     |

## In Bakoe
In Bakoe trad Moldavië aan in de eerste halve finale op dinsdag 22 mei 2012, vanaf de 17e startpositie. Hier werd de finale bereikt en dus trad Moldavië op 26 mei 2012 in de finale aan vanaf de 26e startpositie. Uiteindelijk behaalde het de 11e plaats.
2005 · 2006 · 2007 · 2008 · 2009 · 2010 · 2011 · 2012 · 2013 · 2014 · 2015 · 2016 · 2017 · 2018 · 2019 · 2020 · 2021 · 2022 · 2023 · 2024 · 2025
Albanië · Azerbeidzjan · België · Bosnië en Herzegovina · Bulgarije · Cyprus · Denemarken · Duitsland · Estland · Finland · Frankrijk · Georgië · Griekenland · Hongarije · Ierland · IJsland · Israël · Italië · Kroatië · Letland · Litouwen · Macedonië · Malta · Moldavië · Montenegro · Nederland · Noorwegen · Oekraïne · Oostenrijk · Portugal · Roemenië · Rusland · San Marino · Servië · Slovenië · Slowakije · Spanje · Turkije · Verenigd Koninkrijk · Wit-Rusland · Zweden · Zwitserland